# Darío Castrillón Hoyos
Darío Castrillón Hoyos (Medellín, 4 juli 1929 – Rome, 17 mei 2018) was een Colombiaans geestelijke en een kardinaal van de Rooms-Katholieke Kerk.
Castrillón Hoyos werd op 26 oktober 1952 priester gewijd. Hij studeerde aan het seminarie van Medellín en aan het seminarie van Santa Rosa de Osos. In Rome zette hij zijn studie voort aan de Pauselijke Universiteit Gregoriana, waar hij een doctoraat behaalde in kerkelijk recht en zich verder specialiseerde in godsdienstige sociologie, politieke economie en ethische economie. Hij studeerde tevens aan de Universiteit van Leuven. Van 1954 tot 1971 was hij werkzaam in diverse pastorale functies in Colombia.
Op 2 juni 1971 werd Castrillón Hoyos benoemd tot bisschop-coadjutor van Pereira en tot titulair bisschop van Villa Regis. Zijn bisschopswijding vond plaats op 18 juli 1971. Toen Baltasar Álvarez Restrepo op 1 juli 1976 met emeritaat ging, volgde Castrillón Hoyos hem op als bisschop van Pereira. Op 16 december 1992 werd hij benoemd tot aartsbisschop van Bucaramanga.
Op 15 juni 1996 trad Castrillón Hoyos in dienst van de Romeinse Curie. Hij werd benoemd tot (pro-)prefect van de Congregatie voor de Clerus.
Castrillón Hoyos werd tijdens het consistorie van 21 februari 1998 kardinaal gecreëerd. Hij kreeg de rang van kardinaal-diaken. Zijn titeldiakonie werd de Santissimo Nome di Maria al Foro Traiano. Hij nam deel aan het conclaaf van 2005. Van 23 februari 2007 tot 1 maart 2008 was hij kardinaal-protodiaken. Toen hij op deze datum werd bevorderd tot kardinaal-priester, werd zijn titeldiakonie tevens zijn titelkerk pro hac vice.
Op 13 april 2000 werd Castrillón Hoyos tevens benoemd tot voorzitter van de Pauselijke Commissie Ecclesia Dei. Deze commissie behartigt de noden van de gelovigen die de Mis vieren volgens de Tridentijnse ritus en poogt ook de meningsverschillen te overbruggen met de priesterbroederschap Sint Pius X.
Als prefect van de Congregatie voor de Clerus feliciteerde Castrillón Hoyos een Franse bisschop, omdat laatstgenoemde een priester die zich schuldig had gemaakt aan seksueel misbruik niet had aangegeven bij de politie. In een brief van 8 september 2001 steunde hij de beslissing van de Franse bisschop Pierre Pican om de priester, die later tot 18 jaar gevangenisstraf werd veroordeeld voor het herhaaldelijk verkrachten van een jongen en het aanranden van tien anderen, niet aan te geven.
Op 31 oktober 2006 trad Castrillón Hoyos af als prefect van de Congregatie voor de Clerus; hij bleef wel nog voorzitter van Ecclesia Dei tot 8 juli 2009, toen hij met emeritaat ging. Voor het conclaaf van 2013 was hij niet meer stemgerechtigd vanwege overschrijding van de leeftijdsgrens van 80 jaar.
- Biblioteca Nacional de España: XX1098755
- Bibliothèque nationale de France: cb15503403k (data)
- Gemeinsame Normdatei: 1057061166
- International Standard Name Identifier: 0000 0001 2279 9288
- Library of Congress Control Number: no97044946
- Istituto Centrale per il Catalogo Unico: PARV419829
- Système universitaire de documentation: 079712320
- Virtual International Authority File: 51995102
- WorldCat: E39PBJxt34kHvK6WVvHXft9dQq